# Травневий вальс
«Травневий вальс» — радянська пісня про Другу світову війну, фіналіст телевізійного фестивалю «Пісня року — 85». Автор музики — композитор Ігор Лученок, автор слів — Михайло Ясень (справжнє прізвище — Гольдман Михайло Аронович).
Уперше прозвучала в ефірі 30 грудня 1985 року у виконанні народного артиста Білорусі, заслуженого артиста Російської Федерації Ярослава Євдокимова під акомпанемент естрадно-симфонічного оркестру, диригент Петухов Олександр у палаці спорту «Динамо», у заключному концерті Всесоюзного телевізійного фестивалю радянської пісні «Пісня року — 85».

## Історія створення пісні
Історія сповнена героїчними битвами й перемогами. Але особливою датою є 9 Травня — День Перемоги, День Слави, День, скроплений кров'ю мільйонів людей. Значимість цієї події в історії важко переоцінити. Війна 1941-1945 років і перемога у ній — це як раз те «найбільше», що «бачиться на відстані». У результаті Віденської операції було розгромлене велике угруповання противника. Війська Другого та Третього Українських фронтів завершили оволодіння Угорщиною, східними районами Австрії з її столицею — Віднем.

### «Народна» версія
В одному із будинків звільненого Відня радянські солдати знайшли вціліле піаніно. Один із воїнів відкрив кришку, спробував награти «Віденський вальс». Вдалося. Раптом немов із-під землі донеслись звуки скрипки — грали ту ж мелодію. Не відразу, але вдалося віднайти вхід до підвалу, відкинули завали — і допомогли звіддти вибратися господареві будинку, музикантові, з усією сім'єю.
Австрійці були здивовані, що радянські солдати знають музику їх Батьківщини, зате спробували підіграти — хто на чому міг. Незабаром з вулиці приєднався акордеон. Потім гітара — це музику почули піхотинці, які проходили поблизу.
Невдовзі просто на вулиці заграв оркестр — скрипки, гармошки, гітари, балалайки, контрабас, те саме піаніно — його витягли спільними зусиллями. Грали музику найрізноманітнішу, співали, танцювали — Відень святкував звільнення. Радянські солдати покладали квіти до пам'ятника Йоганнові Штраусу. Можливо, ця подія послужила мотивом для написання «Травневого вальсу»?

### Офіційна версія
Пісня народилася більше 30 років тому. Більше 30 років тому заглянув до будинку композитора поет-фронтовик Михайло Ясень (Гольдман Михайло Аронович) і поклав на стіл поезію.
«Поет Михайло Ясень довший час працював над патріотичним віршем, покладеним в основу пісні. Юнацькі переживання із фронтових доріг підказували ритм і тональність художніх рядків. Кінець Великої Вітчизняної війни він зустрів у Німеччині. Там і народився задум поетично відобразити особисте й загальнолюдське, адже війна залишила слід у долях людей усієї планети»
Коли радянські війська звільняли Австрію, авторові поезії артилеристу Михайлові Гольдману, відомому як Михайло Ясень, був 21 рік. «Я бачив смерть не раз, дивився в очі убитих ворогів і бачив мертвих наших бійців... Ось чому народились мої пісні про війну і Перемогу». За майже півстоліття творчої діяльності Михайло Ясень написав російською і білоруською мовами близько сотні віршів про війну, багато з яких стали піснями. Серед них і «Травневий вальс», який став улюбленим і популярним.
Текст вірша відразу сподобався Ігореві Лученку, ліг на душу. Буквально за декілька днів мелодія була готова. «Я багато чим зобов'язаний Михайлові Ясеню. Взагалі, у такій непростій справі, як створення пісні, багато залежить від тексту. Талановитий, сердечний вірш запалює композитора, викликає у нього відповідні гарячі почуття, дає поштовх творчій думці».
Коли відгриміли останні спалахи війни, композиторові Ігорю Лученку не було ще й 7 років. та все ж, він на собі відчув, що таке війна. Свій біль за долю рідного народу автор переніс у музику: незвичні монументальні фігури, висока думка про перемогу прекрасного, про вічність буття й непереможність Людини-трударя, характерне піднесення позитивних образів — проглядаються у фрагментах твору. Музика І.Лученка, в якій органічно поєднались лірична мелодійність білоруського краю й суспільно-патріотичні інтонації, отримала могутній духовний заряд.
Музичними засобами Ігор Лученок талановито розкрив зміст вірша, його художню образність і створив оригінальний національний твір.
У новому вокальному творі на звичайній, пораненій, як і люди, гармоні сонячними звуками вальсу солдат-музикант звеселяв присутніх на вулицях Відня, котрий у XVIII-ХІХ ст. вважався столицею Європи. Мир приніс посмішки на обличчя віденських гродян. навіть сам Штраус радий був би тому, що ця європейська столиця класичної музики отримала разом зі свободою й прекрасну пісню-присвяту, котра вразила й м'яким ритмом, і тією історією, що була закладена в тексті.
Волга і Дунай... Останній бастіон, за котрим не було для радянського солдата землі, й ріка, що протікає через десятки країн, землю яких упродовж декількох років топтав фашистський чобіт. Саме таке порівняння у пісні «Травневий вальс», написаній у рік 40-ліття Перемоги.
«Своєрідно сприймається Дунай у пісні. Він виступає символом миру, дружби і любові. Річка бере початок у південній Німеччині і повновою течією об'єднує народи Австрії, Словаччини, Угорщини, Хорватії, Сербії, Болгарії, Румунії, Молдови, України. Рух її течії — наче ритм вальсу: спокійно-величний, ніжно-елегантний, а подекуди й швидкий і стрімкий».
Пісня-свято. Так можна охарактеризувати цей твір. Навесні 45-го підводились підсумки 4-річної війни, котра принесла трагедію до кожної хати, руйнування міст. знищення пам'ятників. Свято звільнення Відня стало можливим лише після того, як столицю Австрії повністю очистили від фашистів війська Третього українського фронту. «Радість перемоги іскристою хвилею промайнула планетою у травневі дні — у той період, коли земля, немов наречена зодягається у цвіт і радіє остаточній перемозі над зимовим північним вітром. (Поет ображався, коли у заголовку пісні вальс уважали «віденським», адже «віденський» — більш широке за значенням слово: охоплює всю Європу, над якою може панувати лише Сонце)». А, слухаючи пісню, ми відчуваємо фарби, котрі «яскравий, сонячний травень» розкидає на багатостраждальний «блакитний Дунай». «У душі поета викристалізовувався образ — символ непохитності творчого духу, що втілився у музиці. Саме музика надзвичайно тонко передає всі емоційні переживання, розкриває зміст нашого буття. А музика, що об'єднує усі народи, у пісні постає в образі вальсу».
Ким був солдат, котрий грав на «старій пораненій у битвах гармоні» перед мешканцями визволеного Відня? Цим гармоністом міг бути будь-хто із тисяч солдатів, що принесли свободу народам Європи. Тепер це з'ясувати майже неможливо. А який вальс виконував солдат? Можливо, це були «Хвилі Дунаю», а може «У лісі прифронтовім». Про це у пісні не сказано, лише ми чуємо такі слова: «Легко натхненно й сміливо солдатський цей вальс зазвучав...»
Став народним «Травневий вальс». Пісню співають не лише в Білорусі, Україні, Росії, а й у Європі, й Америці. Вона звучить в ефірі, зі сцен, її виконує молодь і ветерани, адже із перших рядків вона запала у серця багатьох, хто пройшов Європу й визволяв Відень і Берлін. Як точно композитор і автор слів прочитали той настрій і спогади. котрі ветерени зберігають у своїх серцях.
Війна була трагедією, та саме вона дозволила проявити усе найкраще у народі — стійкість і мужність, єдність і згуртованість перед обличчям ворога, працелюбство й самовідданість, талан інженерів і полководців, військову відвагу й любов до Батьківщини. Саме ці якості дозволили перемогти ворога. У кожній сім'ї — доля й історія дідів і прадідів, що відстояли свободу. День Перемоги — це можливість віддати шану усім, хто воював чи працював у тилу.
Альтернативні назви пісні: «Пам'ятає Відень», «Віденський вальс», «Дунайський вальс».

## Пісня у виконанні Ярослава Євдокимова
Перший виконавець пісні Ярослав Євдокимов, молодший за автора слів майже на 30 років, виніс її на суд глядачів на конкурсі «Пісня-85».
Я.Євдокимов розкривае образний зміст пісні ніби зі середини, надаючи їй надзвичайно щирого характеру. Одна із позитивних якостей соліста — уміння створювати за допомогою пісні цілу музичну картину, закінчений художній образ — повною мірою проявилась під час сценічного втілення «Травневого вальсу».
| «Коли Я.Євдокимов виконує цю пісню, глядачі немов наочно бачать перед собою сп'янілих переможною весною тріумфуючих городян на старій площі Відня, радянського солдата, що виконує рідні наспіви на «пораненій у битвах гармоні», і віденців, що танцюють разом із воїнами-визволителями на березі блакитного Дунаю. Така сила акторського впливу, якою володіє естрадний співак. Причому досягає він цього суто вокальними засобами, не вдаючись до якихось особливих форм подання пісні, до сценічних ефектів».[9] Оригінальний текст (рос.) «Когда Я.Евдокимов поет эту песню, зрители как бы воочию видят перед собой опьяненных победной весной ликующих горожан на старой площади Вены, русского солдата, играющего родные напевы на «израненной в битвах гармони», и танцующих вместе с воинами-освободителями на берегу голубого Дуная венцев. Такова сила актерского воздействия, которой обладает эстрадный певец. Причем достигает он этого чисто вокальными средствами, не прибегая к каким-то особым формам подачи песни, к сценическим эффектам.». |
Пісню можна назвати етапною у виконавській творчості Ярослава Євдокимова. Щойно прозвучавши в ефірі, вона відразу набула популярності в народі і принесла їх першому виконавцеві всесоюзну популярність. З усіх кінців країни на ім'я співака приходила безліч вдячних листів-відгуків, особливо від колишніх фронтовиків, ветеранів війни, які зверталися до Євдокимова як до бойового побратима-однополчанина, ділилися спогадами, шукали зустрічей з ним. Це і є живе свідоцтво всенародного визнання мистецтва співака.
Пісня «Травневий вальс» Ігоря Лученка й Михайла Ясеня у виконанні Ярослава Євдокимова у 1985 році спалахнула яскравим феєрверком на музичному небозводі. Відтоді минуло більше 30 років, а «Травневий вальс» є постійним номером концертних програм, особливо, коли йде мова про святкування Дня Перемоги.
| «Одна із найкращих композицій на воєнну тематику, яку написав народний артист на слова поета-фронтовика із Мінська, уперше прозвучала у 1985 році на «Пісні року» по Центральному телебаченню й здобула приголомшливий успіх. Саме виконання Євдокимова визнано канонічним, хоч за неї брались інші артисти, серед яких і Кобзон».[10] Оригінальний текст (біл.) «Адна з самых адметных кампазыцыяў на ваенную тэму, напісаная народным артыстам на верш паэта-франтавіка зь Менску, упершыню прагучала ў 1985 годзе на «Песьні году» па Цэнтральным тэлебачаньні і займела ашаламляльны посьпех. Менавіта выкананьне Еўдакімава прызнаецца за кананічнае, хоць за яе браліся і іншыя артысты, у тым ліку Кабзон». |
Виконавцеві властиві висока музична культура, артистизм, пристрасність, душевність. Артист добре володіє сценічною майстерністю, сценічною культурою. «Таке виконання, як у Ярослава Євдокимова, яке відображає пошук істинної духовності. У нього це виразилося і в спробах відновлення «зв'язку поколінь», у першу чергу в піснях військової тематики, гімнах-спогадах про Велику Вітчизняну».
- Запис із фестивалю «Пісня року». 1985 р.
- Запис із концерту у Державному центральному концертному залі «Росія». 1986 р.
- Запис із концерту радянської пісні й естрадної музики VII Всесоюзного з'їзду композиторів. Колонний зал Будинку союзів. 1986 р.
- Фільм-концерт «Які прекрасні світ і земля…», 1987 р. Головна редакція музичних програм[12], ,
- Фільм-концерт «І поки на землі існує любов…», 1988 р.
- Запис із концерту у Центрі культури й мистецтва «Меридіан». Москва, 09.11.2012 р.

Пісня «Травневий вальс» назавжди увійшла до золотого фонду пісенної Білорусі, а також до антології шедеврів пісень про Велику Перемогу. Сьогодні вона вважається надбанням мистецтва.

## Цікаві факти
- Дуже часто згадується уривок із інтерв'ю композитора пісні: «Найвище визнання, коли стверджують, що мої пісні — народні. Одного разу на Поліссі літня людина, ветеран війни, зіграла мені на акордеоні «Травневий вальс». «Цю пісню, — сказав він, — я почув в 45-му у Празі». Я уточнив, що пісня написав я сам, у 85-му, але він став наполягати — пісня народна! І це для мене було найвищою похвалою».[14]
- Концерт у Кремлі (правда, потім усе це вирізали). У залі близько 6000 місць. Я заспівав пісню, присвячену ветеранам. Вони вишикувалися рядом, і кожен ніс мені квіти. Вже інші артисти вийшли на сцену. Але ніхто не посмів увімкнути фонограму, ніхто не співав. Усі чекали, поки ветерани віддадуть мені свої квіти. Це було для мене дуже зворушливо.[15]
- Пісня увійшла до ТОП 100 найвеличніших білоруських пісень.[16]
- Спочатку пісня «Травневий вальс» виникла російською мовою. В ансамблі «Сябри» вона зазвучала білоруською (переклад тексту зробив поет Йосип Скурко). Михайло Ясень вирішив сам перекласти вірш. Його білоруськомовний варіант у смисловому аспекті став глибший: образ солдата-музиканта набув більше узагальнених рис, його мелодія вальсу відображає радість і біль свого народу, вона близька і рідна усім. Тому вокальний твір «Майскі вальс» виглядає своєрідним символом. Твір переконливо стверджує: тільки духовно-інтелектуальні дії активно протистоять агресії і перемагають.[6]
- Твір дав назву регіональному фестивалю пісні і музики, який проходить у м. Мар'їна Горка (Білорусь)[17]
- Зі спогадів І.Лученка: «Батько й мама дуже хотіли, щоб я став музикантом. І, що найцікавіше, що моя мама любила вальси Штрауса. І я для неї потім написав «Травневий вальс» — «...пам'ятає Відень, пам'ятають Альпи і Дунай». А батько любив «Полонез» Огінського. І ось від цього корені національних білоруських пісень - «Зачарована», «Мій рідний кут» і т.д».[18]
- У шоу «Один в один» (естрадні пародії) пісня «Травневий вальс» прозвучала у виконанні Марка Тішмана, який намагався перевтілитися в образ Ярослава Євдокимова. Ефір від 10.05.2015 року[19]

## Відомі виконавці
«Пісня органічно увійшла до репертуару співаків і хорових колективів — і ось уже довший час святково-привабливо тримається на білоруській і російській естраді, шанобливо сусідуючи із багатьма вокальними творами, що виникли під час військового лихоліття і в перші переможні дні».

### Радіозаписи
Наскільки вона стала популярною, можна судити по кількості зроблених студійних записів на радіо в перші роки після створення пісні:
- Запис 1986 року — соліст Ярослав Євдокимов; естрадно-симфонічний оркестр Білоруського радіо й телебачення; диригент — Борис Райский.
- Запис 1986 року — соліст Олег Ухнальов; Ансамбль пісні й танцю Московського військового округу; диригент — Сергій Назарко, інструментування Д. Фалілеєва.
- Запис 1987 року — соліст Йосип Кобзон; Державний оркестр естрадної і симфонічної музики Білоруської РСР; диригент — Михайло Фінберг.
- Запис 1992 року — соліст Володимир Провалінський; оркестр Білоруського радіо і телебачення; диригент — Борис Райський.

### Відеозаписи
- Ренат Ібрагимов
- Михайло Кізін [21]
- Йосип Кобзон
- Анатолій Ярмоленко і  ВІА «Сябри»
- Альберт Жалілов[22]
- Анжеліка Агурбаш
- Ірина Алегрова
- Валентин Сенюк
- Михайло Луконін
- Едуард Лабковський
- Борис Кудрявцев

### Аудіозаписи
- Борис Зайцев [недоступне посилання з листопадаа 2019] [недоступне посилання з травня 2019]
- Едуард Лабковський [23]
- Михало Луконін [21]
- Володимир Провалінський
- Олег Ухнальов
- Анатолий Ярмоленко і ВІА «Сябри»[23]
- Ренат Ібрагимов[24]
- Михайло Кізін[25]